# Johann Friedrich Schroth
Johann Friedrich Schroth (* 1736 in Leipzig; † 11. April 1803 in Wien) war ein österreichischer Bildhauer.
Er war in Wien tätig und fertigte u. a. Statuen für die Ausstattung von Schloss Eszterházy in Fertőd (1774/77) sowie für den Hochaltar der Pfarrkirche Raabs an der Thaya (1778).
Seine Söhne waren die Bildhauer Josef Ignaz Schroth (1764–1797) und Jacob Schroth (1773–1831).